# 村岡茂信
村岡 茂信（むらおか しげのぶ、1949年6月22日 - ）は、日本の機械システム工学者・ロボット工学者。工学博士（神戸大学）。大阪工業大学工学部機械工学科元教授。日本機械学会関西支部第85期商議員。
専門は、機械計測工学/制御システム工学（特に、センシングシステム）、ロボット工学・メカトロニクス。

## 略歴
1972年神戸大学工学部計測工学科卒業。1974年同大学大学院工学研究科計測工学専攻修士課程修了。同年、大阪工業大学工学部機械工学科に講師として着任。同学科助教授を経て、2001年工学博士（神戸大学）。2006年同学科教授。2017年大阪工業大学退官。
大阪工業大学工学部機械工学科で、40年以上の長きに渡り教鞭を執り、特に初期のロボット工学（特に、計測/制御システム工学・センシング技術）の研究育成に貢献した。の研究・育成に貢献した。また、機械工学科「Mの会」（旧：増尾竜一計測研究室同窓会「竜の子会」） 委員を歴任した。
主な所属学会は、日本機械学会、日本ロボット学会、計測自動制御学会、電気学会。

## 主な研究
- 水晶振動子を用いたロボット用把持力センサに関する基礎的研究
- 水晶振動子式多機能能動触覚センサの開発とこれによる対象の同時複数性状認識 ：アクティブセンシング
- 筋力障害者リハビリ用触覚提示装置および制御システムの開発
- 熱線式マイクロブリッジMEMSセンサのガス検出特性[5]
- 単一板ばね支点の変形[6]